# 同期
同期（どうき）とは、時期が同じであること。
- 英: synchronization の訳語。「どうき」を平板に発音する。この記事で説明する。
- 同期（同期生、など） - 同じ年に入学・卒業・入社・入営などをすること、またはその人。「同期入学」などの略。「ど」にアクセント。同期 (人間関係)も参照。
- 1年の中での同じ時期。たとえば、今年の1月について話しているとき、昨年の1月を「昨年同期」と言う。同じく「ど」にアクセント。

同期（synchronization）は、複数の事象（イベント）が同時に起こること。単に同時というだけでなく、以下のような意味あいがある。
- 人為的な制御など、原因があって同時に起こっている（起こしている）。
- それぞれの事象に協調性がある。
- 何度も繰り返される（周期は必ずしも一定でなくてもよい）。

"synchronization" は一般には「同期」と訳すが、「同時性」などでは「同時」と訳される。「同調」と訳されることもある。
英語の動詞（同期する）は "synchronize" であり、形容詞形（同期している）は "synchronous", "synchronized"。省略して、"sync" とすることがある。「シンクロ」は日本語特有の省略形である。
対比される用語として、非同期（asynchronous）、準同期（plesiochronous）がある。

## 同期の例
- データ伝送では、送信側と受信側とで同期をとる。テレビ信号など、同期信号がデータ信号に含まれる方式を自己同期または内部同期、コンピュータのクロック信号など、データとは別の同期信号が使われる方式を外部同期と呼ぶ。一定時間信号がない場合にリセットする同期方式を調歩式同期という。
- テレビや映画などでは、映像（動画像）と音声の同期をとる。別々に収録する場合は同期のためにカチンコが必要である。
- コンピュータ関連については、同期 (計算機科学) の記事を参照。
- 鉄道では、同じ線路を走る複数の列車の運行を同期させる。ダイヤグラムを参照。
- DTMなど自動演奏では、複数の楽器の演奏を同期させる。ただし、人間の合奏・合唱・演奏でも同期はとられている。
- バックアップを常に最新の状態に保つには、オリジナルデータの変更に対して同期させる必要がある。「iPodとiTunesの同期」も、これと同じ意味である。→ファイル同期、ミラーリング（一方向同期）
- アーティスティックスイミングでは、複数の演者の動きが同期する。
- 月など多くの衛星は、惑星の潮汐力によって、自転と公転とが同期している。
- 太陽同期軌道は、人工衛星の軌道の一種であり、昇交点経度の変化が太陽の動き（実は地球の公転）に同期している。
- 電気工学では、交流の周波数と電動機の界磁の極数によって求められる速度を同期速度といい、電動機の実際の回転速度が同期速度に一致している状態を同期状態という。同期状態で稼働する電動機を同期電動機という。